# Cortodera syriaca
Cortodera syriaca — жук из семейства усачей и подсемейства Усачики.

## Описание
Жук длиной от 8 до 11 мм. Время лёта взрослого жука с мая по июнь.

## Распространение
Распространён в Турции, Армении и Ближнем Востоке.

## Экология и местообитания
Жизненный цикл вида длится, возможно, только один год. Кормовые растения неопределённы.